# 勐伦园蛛
勐伦园蛛（学名：Araneus menglunensis）为园蛛科园蛛属的动物。在中国大陆，分布于云南等地。该物种的模式产地在云南勐伦。